# Динан (Франция)
Динан (фр. Dinan, брет. Dinan) — город в Бретани, в департаменте Кот-д’Армор. Центр одноимённых округа и кантона. Расположен в 53 км к северо-западу от Ренна и в 64 км к востоку от Сен-Бриё, на левом берегу реки Ранс. Через территорию города проходит национальная автомагистраль N176. В центре города находится железнодорожная станция Динан линии Лизон-Ламбаль.
Население (2019) — 14 407 человек.

## История
Район Динана был заселен с неолита, о чем свидетельствует наличие дольмена у восточной границы коммуны. В документах Динан упоминается с XI века, в это время здесь был основан бенедиктинский монастырь. В 1283 году герцог Жан I Бретонский воздвиг городские валы и башни Динана, часть из которых сохранилась до нашего времени. В 1357 году, во время войны за бретонское наследство Бертран Дюгеклен и его брат Оливье успешно защищали город, осажденный английскими войсками и бретонцами, верными Жану V де Монфору. В 1364 году, после нескольких неудачных попыток, герцог Жан V сумел восстановить контроль над городом и построил там герцогскую башню. 
Укрепления города модернизируются во второй половине XV века с добавлением нескольких артиллерийских башен. Это сопровождается сносом части городских окраин, расположенной рядом со стенами. Шато Леона, построенный поблизости, был заброшен; его пушки никогда не стреляли: после битвы при Сен-Обен-Дю-Кормье в 1488 году город покорился королю Франции. 
В последующие годы Динан продолжает процветать, чему способствовало наличие порта на судоходной реке Ранс, к северу от города впадающей в Ла-Манш. Динан контролирует речной путь, по которому перевозятся грузы в Сен-Мало. В 1598 году Динан поддержал нового короля Франции Генриха IV в борьбе с наместником Бретани герцогом Филиппом Эммануэлем де Маркёром, одним из лидеров Католической лиги. C этого времени городские укрепления теряют свое оборонительное применение. В XVII веке в городе возводятся несколько новых монастырей: капуцинов, урсулинок, доминиканцев, клариссинок и кордельеров. В 1675 году город участвовал в Восстании гербовой бумаги. 
В XVIII веке коммерческая деятельность стимулировалась созданием ткацких мануфактур, которые, в частности, производили полотна для парусных судов, отправлявшихся затем по Рансу в Сен-Мало. С появлением железной дороги в XIX веке Динан утратил торговое значение и превратился в курорт, особенно популярный среди британцев.
1 января 2018 года Динан объединился с соседней коммуной Леон.

## Достопримечательности
Несмотря на пожар в 1907 году, который разрушил пять деревянных домов, и бомбардировку в августе 1944 года, Динан не претерпел больших изменений с начала XX века. В Динане сохранились многие средневековые памятники, он объявлен «городом искусства и истории». Среди достопримечательностей:
- Шато Динана XIV века[2] и его валы
- Церковь Святого Мало[фр.] (фр. Église Saint-Malo de Dinan), XV—XIX век, сочетание пламенеющей готики и ренессанса
- Башня Часов: колокольня XV века, 45 м
- Монастырь кордельеров: основан в XIII веке, современные здания XV в.
- Базилика Святого Спасителя: строилась с XII века, не окончена, отражает нескольких стилей — от романского до классицизма, портал XII века.
- Динанский вокзал, с 1995 года объявлен историческим памятником.
- Жерзюаль, живописная улица из порта в центр города, в некоторых местах под уклоном в 35 градусов.
- Органы: в церквях Динана имеется 4 органа.

## Экономика
Структура занятости населения:
- сельское хозяйство — 0,5 %
- промышленность — 4,6 %
- строительство — 3,9 %
- торговля, транспорт и сфера услуг — 40,7 %
- государственные и муниципальные службы — 50,4 %

Уровень безработицы (2018) — 16,0 % (Франция в целом —  13,4 %, департамент Кот-д’Армор — 11,5 %). 

Среднегодовой доход на 1 человека, евро (2018) — 21 780 (Франция в целом — 21 730, департамент Кот-д’Армор — 21 230).

## Демография
Динамика численности населения, чел.

## Администрация
Пост мэра Динана с 2014 года занимает член партии Союз демократов и независимых Дидье Лешьен (Didier Lechien). На муниципальных выборах 2020 года возглавляемый им центристский список победил в 1-м туре, получив 65,99 % голосов.
| Период | Период | Фамилия      | Партия                                                   | Примечания                                                                                      |
| ------ | ------ | ------------ | -------------------------------------------------------- | ----------------------------------------------------------------------------------------------- |
| 1965   | 1983   | Ив Бланшо    | Объединение в поддержку Республики                       | ремесленник                                                                                     |
| 1983   | 2014   | Рене Бенуа   | Союз за французскую демократию Союз за народное движение | профессор физики, член Генерального совета департамента, депутат Национального собрания Франции |
| 2014   |        | Дидье Лешьен | Союз демократов и независимых                            | преподаватель университета                                                                      |

## Города-побратимы
- Бельгия, Бельгия
- Эксмут, Великобритания
- Луго, Испания
- Квебек, Канада

## Знаменитые уроженцы
- Шарль Пино Дюкло (1704-1772), историк
- Огюст Пави (1847-1925), дипломат, первый вице-консул в Лаосе
- Мари-Анжелик Дюшмен (1772-1859), участница революционных войн, первая женщина — постоялец Дома инвалидов, первая женщина — кавалер ордена Почётного легиона

## Разное
Ежегодно в Динане проходит популярный забег по улице Жерзюаль, ведущей из центра города к реке с перепадом в 75 метров, достигая в некоторых местах уклона 35 %.

## Галерея
- Шато Динана
- Базилика Святого Спасителя
- Башня часов
- Церковь Святого Мало
- Церковь св. Мало,
Кропильница в руках демона
- Церковь св. Мало,
Витраж «Вход Анны Бретонской»
- Река Ранс в Динане